# Aleksandros Tuferis
Alexandros Touferis (gr. Αλέξανδρος Τουφερής, pisany również Alexandre Tuffèri; ur. 8 czerwca 1876 w Atenach, zm. 14 marca 1958 tamże) – francuski lekkoatleta urodzony w Atenach, uczestnik  igrzysk olimpijskich w 1896 i 1900 roku.

## Igrzyska w Atenach w 1896
Touferis był Francuzem, ale urodził się i wychował w Grecji. W Atenach wystartował w dwóch konkurencjach, były to skok w dal oraz trójskok. Niewiele wiadomo o wyniku Francuza w tej pierwszej konkurencji, jedyne co pewne, to to że nie zajął miejsca w pierwszej czwórce. W drugiej z konkurencji zajął drugie miejsce, uznając sportową wyższość Amerykanina Connolly’ego. Wynik, który uzyskał Francuz to 12,70 m, a do zwycięzcy stracił 1,01 m.

## Igrzyska w Paryżu 1900
Cztery lata później Touferis nie zdołał obronić miejsca zdobytego w Atenach. W Paryżu zajął szóste miejsce, a jego dokładny wynik nie jest znany, na pewno było to poniżej 13,64 m, bo tyle uzyskał zawodnik sklasyfikowany na 3. miejscu Lewis Sheldon, wyniki pozostałych zawodników nie są znane.

## Olimpiada w Atenach 1906
Dziesięć lat po pierwszych Igrzyskach Alexandros Touferis znów stanął na starcie zawodów w Atenach. W Igrzyskach Międzyolimpijskich w 1906 roku wystartował w zupełnie odmiennych konkurencjach niż w 1896 i 1900 roku. Wówczas 29 letni Francuz wystartował w biegu na 110 metrów przez płotki, gdzie z rywalizacją pożegnał się już po biegu eliminacyjnym, jego wynik nie jest znany, jednak było to miejsce 4 lub 5 w 2 biegu eliminacyjnym. Drugą konkurencją, w której wystartował był skok w dal z miejsca. W gronie 30 zawodników zajął 7. miejsce z wynikiem 2,855 m (pozostałe jego skoki to 2,840 m i 2,795 m). Do zwycięzcy stracił 0,445 m